# Margaret Meadová
Margaret Meadová, nepřechýleně Mead, (16. prosince 1901 Philadelphia – 15. listopadu 1978 New York) byla americká antropoložka. Byla žačkou Franze Boase. Slavné jsou její terénní výzkumy na Samoy v Polynésii, kde se snažila dokázat ideu kulturního determinismu. Kromě toho pracovala v Melanésii, kam se opakovaně vracela, dále v Indonésii a mezi nativním obyvatelstvem Severní Ameriky, konkrétně u Omahů.

## Biografie
Měla tři sourozence, ona byla nejstarší. Rodiče byli učitelé. V roce 1919 nastoupila na DePauw University, za rok přešla na Barnard College, kde studovala ekonomii a sociologii. Zde však potkala Franze Boase a jeho asistentku Ruth Benedictovou, kteří ji přitáhli k antropologii. Na postgraduálním studiu využila možnost odjet na Samou a provést zde výzkum dospívajících domorodých dívek z kmene Manu. Jejím cílem bylo tyto dívky srovnat s dospívajícími dívkami v USA. Při tomto výzkumu nabyla přesvědčení, že osobnost formuje především kultura.
V roce 1931 se vydala k dalšímu výzkumu na Novou Guineu. Pozorovala Arapeše, později kultury Mundugumor a Tčambuli. Tehdy ji zajímaly především pohlavní role. To jí umožnilo zaútočit na v té době na západě stále ještě převládající představy o „přirozené“ roli muže nebo ženy. Zjistila totiž, že modely uspořádání pohlavních rolí jsou u domorodých kultur velice různorodé. Arapešská kultura byla například založena na rovnosti mužů a žen, obě pohlaví se zde podílela na výchově dětí. Naopak u kmene Mundugumor byla výchova zanedbávána oběma pohlavími, ženy i muži pak byli v dospělosti velmi agresivní. U kmene Tčembuli viděla zase opak tradičního západního modelu: muži se starali o domácnost a byli mírní, zatímco ženy vládly a byly velmi aktivní. Tento dojem si potvrdila na Bali. Její studie poté silně ovlivnily feminismus. Meadová také získala přesvědčení, že se západní kultura může od přírodních národů leccos naučit a tyto názory poté na západě šířila a ovlivnila tím zejména atmosféru 60. let.
Celoživotně působila v Americkém přírodovědném muzeu v New Yorku (American Museum of Natural History).
Napsala 44 knih a víc než 1000 článků. Posmrtně jí byla udělena Prezidentská medaile svobody.
V letech 1936–1951 byl manželem Meadové antropolog a kybernetik Gregory Bateson. Jejím milencem byl též známý lingvista Edward Sapir. Její sestra Priscilla Ann „Pam“ Meadová (1911–1959) se v roce 1935 provdala za Leo Rostena, spisovatele židovského původu (rozvod 1959).

## Dílo
- Dospívání na Samoa – 1928
- Sex a temperament ve třech primitivních společnostech – 1935